# Oceania Rugby
L'Oceania Rugby, anciennement Federation of Oceania Rugby Unions, est l'organisme qui gère le rugby à XV en Océanie. Il s'agit d'une des six associations régionales de World Rugby. Elle organise notamment la Pacific Rugby Cup, la Pacific Nations Cup et la coupe d'Océanie de rugby à XV.

## Membres
Oceania Rugby recense quinze membres de plein droit et deux membres associés ; onze d'entre eux sont aussi membres de World Rugby.

### Onze membres de World Rugby
| - Australie - Fidji - Îles Cook - Îles Salomon - Niue - Nouvelle-Zélande | - Papouasie-Nouvelle-Guinée - Samoa - Samoa américaines - Tonga - Vanuatu |

### Membres d'Oceania Rugby mais pas de World Rugby
- Tuvalu
- Nauru
- Nouvelle-Calédonie[Note 1]
- Tahiti (ou « Polynésie française »)

### Membres associés à Oceania Rugby
- Wallis-et-Futuna[Note 1]
- Kiribati

## Logo
La FORU adopte un nouveau logo lors de son changement de nom en Oceania Rugby en 2015.

Évolution du logo
Logo abandonné en 2015.
Logo depuis 2015.

## Présidents
- depuis 2016 :  Richard Sapias[4],[5]

## Classement masculin World Rugby par nation
Le tableau suivant retrace le classement des sélections de la Confédération africaine de rugby depuis 2003 d'après leurs points au classement mondial World Rugby établi en fin d'année civile de coupe du monde.
| Équipe                    | 2003 | 2007 | 2011 | 2015 | 2019 | 2023 |
| ------------------------- | ---- | ---- | ---- | ---- | ---- | ---- |
| Australie                 | 3    | 5    | 2    | 5    | 6    | 9    |
| Îles Cook                 | 58   | 50   | 55   | 45   | 52   | 52   |
| Fidji                     | 12   | 9    | 16   | 11   | 11   | 10   |
| Niue                      | 66   | 69   | 70   | 87   | 97   | 101  |
| Nouvelle-Zélande          | 2    | 2    | 1    | 1    | 2    | 3    |
| Papouasie-Nouvelle-Guinée | 62   | 53   | 47   | 70   | 85   | 84   |
| Îles Salomon              | 76   | 75   | 69   | 96   | 100  | 106  |
| Samoa                     | 10   | 12   | 11   | 15   | 15   | 15   |
| Samoa américaines         | –    | –    | –    | 102  | 105  | 112  |
| Tahiti                    | 85   | 87   | 85   | 94   | 82   | -    |
| Tonga                     | 17   | 16   | 9    | 13   | 13   | 16   |
| Vanuatu                   | 90   | 91   | 91   | 101  | 104  | 111  |